# Sin-jing
Sin-jing (tradiční znaky: 新營; tongyong pinyin: Sinyíng; hanyu pinyin: Xīnyíng; tchajwansky: Sin-iâⁿ ) je město na Tchaj-wanu, ležící v jihozápadní části stejnojmenného ostrova. Ve správním systému Čínské republiky bylo hlavním městem zaniklého okresu Tchaj-nan. Od roku 2010 administrativně patří pod speciální obec Tchaj-nan. Rozkládá se na ploše 38,54 km² a má 78 783 obyvatel (leden 2007).
Město je přímo napojeno na Národní dálnici č. 1 (國道一號), jež vede ze severu na jih ostrova po jeho západní straně.